# The Negro Worker
 (février 2024).

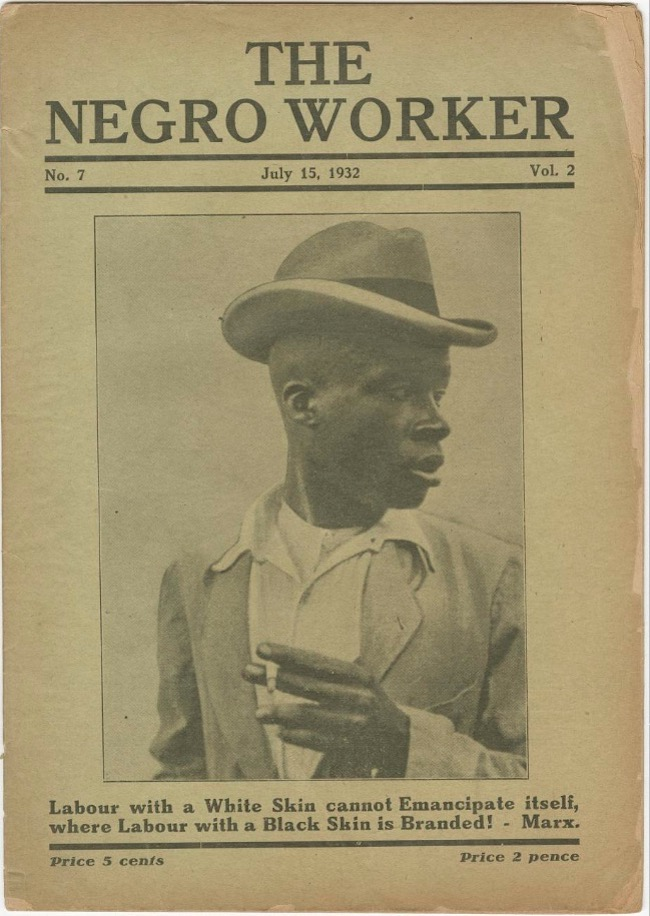
The Negro Worker, couverture du vol. 2, n°7

The Negro Worker était le journal du Comité syndical international des travailleurs noirs (en), publié entre 1928 et 1937. Il s'appelait à l'origine The International Negro Workers' Review, mais le nom a été changé en mars 1931.
Il est édité par George Padmore jusqu'en 1931, puis par James W. Ford (en).